# Euphorbia decidua
Euphorbia decidua ist eine Pflanzenart aus der Gattung Wolfsmilch (Euphorbia) in der Familie der Wolfsmilchgewächse (Euphorbiaceae).

## Beschreibung
Die sukkulente Euphorbia decidua wächst geophytisch mit einer großen und knollenförmigen Wurzel. Die bis zu 12 Zentimeter langen und vergänglichen Zweige entspringen dem zentralen Vegetationspunkt. Sie werden bis zu 5 Millimeter dick und sind mit hervortretenden Warzen besetzt. Die Dornschildchen erreichen einen Durchmesser von etwa 2,5 Millimeter und die Dornen werden 1,5 bis 4,5 Millimeter lang. Es werden vergängliche Blätter ausgebildet, die lanzettlich geformt sind und etwa 3 Millimeter lang und 1 Millimeter breit werden. An sehr jungen Pflanzen entwickeln sich aus dem Vegetationspunkt bis zu 3 Blätter, die bis 5 Millimeter lang und 1,5 Millimeter breit werden können.
Nachdem die Zweige abgeworfen wurden, entwickeln sich dicht angeordnete und ein- bis zweifach gegabelte Cymen um den Vegetationspunkt herum. Der Blütenstandstiel wird 1 bis 3 Zentimeter lang. Die Cyathien werden etwa 4 Millimeter groß und die Nektardrüsen sind rötlich gefärbt. Die deutlich gelappte Frucht wird etwa 3,2 Millimeter lang und 4 Millimeter breit. Sie steht an einem zurückgebogenen und bis 6 Millimeter langen Stiel. Die nahezu kugelförmigen Samen erreichen einen Durchmesser von 2 Millimeter und haben eine glatte Oberfläche.

## Verbreitung und Systematik
Euphorbia decidua ist im Südosten von Zaire, im Süden von Tansania, in Malawi, Sambia und Simbabwe verbreitet.
Die Erstbeschreibung der Art erfolgte 1975 durch Peter René Oscar Bally und Leslie Charles Leach.